# ONCE ダブリンの街角で (ミュージカル)
『ONCE ダブリンの街角で』(Once ) は、2006年の同名映画『ONCE ダブリンの街角で』の舞台化作品。エンダ・ウォルシュ脚本、および、アカデミー歌曲賞を受賞した『Falling Slowly 』を含み、映画同様多くの曲をグレン・ハンサード、マルケタ・イルグロヴァが作曲した。2011年、ニューヨーク・シアター・ワークショップで開幕し、2012年、ブロードウエイに進出した。2012年、トニー賞11部門でノミネートされ、ミュージカル作品賞、ミュージカル主演男優賞(スティーヴ・カジー)、ミュージカル脚本賞を含む8部門で受賞した。また同年ドラマ・デスク・アワードでミュージカル作品賞、2013年、グラミー賞最優秀ミュージカル・シアター・アルバム賞を受賞した。2013年10月1日から2014年9月30日まで全米ツアー公演が行われ、ロンドン・プロダクションによる公演も上演された。
このミュージカルでは出演者がオーケストラの役割も果たす。舞台中央にバーカウンターを配置し、椅子が並べてあるだけのミニマルな舞台装置を使用している。出演者は舞台袖から普通に出てきて椅子に座る。出演者達はこの椅子に座って演奏もこなすのである。開幕前および休憩中、このバーは観客が使用することができる。

## プロダクション

### オフ・ブロードウエイ公演 (2011年–2012年)
マサチューセッツ州ケンブリッジにあるアメリカン・レパートリー・シアターで開幕し、2011年11月15日、ニューヨークのニューヨーク・シアター・ワークショップに移動しプレヴュウ公演が行われ、12月6日、正式に開幕し、2012年1月15日に閉幕した。ジョン・ティファニー演出のもと、"男"役にスティーヴ・カジー、"女"役にクリスティン・ミリオティがオリジナル・キャストに配役された。このプロダクションはルシル・ローテル賞のミュージカル作品賞、演出賞、振付賞、装置デザイン賞(ボブ・クロウリー)、照明デザイン賞(ナターシャ・カッツ)、音響デザイン賞(クリーヴ・グッドウィン)、主演女優賞にノミネートされ、ミュージカル作品賞、振付賞、照明デザイン賞で受賞した。このプロダクションはニューヨーク演劇批評家サークル賞のミュージカル作品賞を受賞した。

### ブロードウエイ公演 (2012年–2015年)
2012年2月28日、ブロードウエイのバーナード・B・ジェイコブズ・シアターにてプレヴュウ公演が開幕し、3月18日に正式に開幕した。オフ・ブロードウエイ公演に出演していたカジーとミリオティが続投することとなった。このプロダクションはトニー賞11部門にノミネートされ、ミュージカル作品賞を含む8部門で受賞した。またドラマ・リーグ賞で最優秀ミュージカル・プロダクション賞を受賞した。

### ダブリン/ウエスト・エンド公演 (2013年–2015年)
2013年2月22日から3月9日までの期間限定でアイルランドの首都ダブリンにあるGaiety Theatre にて"男"役にDeclan Bennett 、"女"役にZrinka Cvitešić が配役され、ロンドンのウエスト・エンドに進出し、フェニックス・シアターで開幕した。3月16日にプレヴュウ公演が開幕し、4月9日に正式に開幕した。Bennett とCvitešić はダブリン公演に引き続き、ウエスト・エンド公演でも続投した。2013年5月31日、Bennett とCvitešić はBBCの『The Graham Norton Show 』に出演し、インタビュー前に彼らは『Falling Slowly 』を演奏した。2014年1月15日、2015年7月4日まで公演が延長することが発表された。2014年3月17日、"男"役がBennett からArthur Darvill に交代し、2014年5月10日まで続いた。5月10日、Cvitešić も"女"役を降板した。現在"男"役はDavid Hunter 、"女"役はJill Winternitz が演じた。2014年11月17日から2015年3月21日まで、ローナン・キーティングが"男"役を演じた。

### 全米ツアー公演 (2013年–2015年)
2013年10月1日、ロードアイランド州プロビデンスで最初の北米ツアー公演が開幕した。"男"役にスチュアート・ウォード、"女"役にDani de Waal が配役された。このツアー公演は2015年12月に閉幕した。

### 来日公演
2014年11月26日から12月14日までEXシアター六本木にてアメリカ・ツアー・プロダクションの来日公演が行われた。

### メルボルン/オーストラリア (2014年-2015年)
2013年9月16日、メルボルン・シアター・カンパニーは2014年9月26日から2015年2月1日まで上演され、"男"役にトム・パーソンズ、"女"役にマデリン・ジョーンズが演じた。

### ソウル公演 (2014年-2015年)
初の非英語公演として、Seensee Companyにより、2014年12月14日から2015年3月29日までCJ토월극장にて上演され、윤도현・이창희が"男"役を、전미도・박지연が"女"役を演じた。

### トロント公演 (2015年)
2014年7月7日、David Mirvish は2015年2月10日から6月28日まで、トロントにあるEd Mirvish Theatre にて上演され、Ian Lakeが"男"役、Trish Lindströmが"女"役を演じた。

### ソウル公演 (2024年)
2014年の初演以来、約10年ぶりの韓国公演。2025年2月19日から5月31日まで코엑스 신한카드 아티움にて上演され、윤형렬・이충주・한승윤が"男"役、박지연,・이예은が"女"役を演じた。

### 日本公演 (2025年)
2025年2月、初めて日本カンパニーにより上演されることが発表された。2025年9月9日から10月26日まで上演予定で、京本大我が"男"役、saraが"女"役を演じる。

## あらすじ
第一幕
ダブリンのストリート・ミュージシャンである30代の"男"は地元のバーで報われない愛についての心を込めたバラードをギターの弾き語りで歌う(『Leave 』)。ケースに戻したギターを置いて去ろうとすると彼の歌を聴いていた若いチェコ人の"女"が近づいてくる。彼女は彼の歌について多くのプライベートな事柄を尋ね、彼は曲の多くは別れてニューヨークへ行った元彼女へ向けて書いたと答える。彼は過去の恋愛を思い出すのが辛過ぎて音楽をやめようとしていたのだ。現在彼は父親の店で掃除機修理として働いている。"女"は「吸わない」掃除機を持っていると話し、修理を依頼する。彼女は彼のためにピアノを弾くことで修理代とすることを頼む。彼が抗議すると彼女は彼のジャケットから新曲の楽譜を奪った。仕方なく"男"はギターを手に取り、共に弾き語る(『Falling Slowly 』)。"女"はこの曲を弾いて元彼女とよりを戻すことを提案する。"男"はこれを退けると、"女"は掃除機の修理を彼に思い出させて彼の父親の店へ向かう(『The North Strand 』)。
"男"が掃除機を修理していると"女"は彼女を気に入った彼の父親と親しくなる。掃除機が直ると、"男"は衝動的に店の上階にある自室に"女"を招待する。彼らはお互い惹かれるが、彼がキスしようとすると彼女はそれを避けて出て行く(『The Moon 』)。翌日彼は謝罪をし、2人は共に作曲、練習、レコーディングをすることになる。"女"は"男"を娘イヴァンカを含む家族に紹介する(『Ej, Pada, Pada, Rosicka 』)。"男"が帰ると"女"は彼の曲の1つをピアノで弾き語るが、歌詞を彼への想いに代える(『If You Want Me 』)。
翌朝"女"は"男"と、あるストリート・ミュージシャンと会う約束を取り付ける(『Broken Hearted Hoover Fixer Sucker Guy 』)。ニューヨークへ音楽を持っていくレコーディングの費用のために銀行支店長を説得するため、"男"は自身が作曲した曲を歌う(『Say It to Me Now 』)。銀行員は彼の才能に惚れ込み、融資を承諾し、自分もギターを弾くのだと語る。銀行員は彼らに弾き語ってみせ(『Abandoned in Bandon 』)、あまり歌がうまくはなかったのだが彼らは彼を自分達のバンドに迎え入れる。その夜ナイトクラブが素人カラオケナイトだったため、"男"は"女"に自身の歌の才能の力試しをしてみようかと語り、"女"は"男"を「ザ・フーヴァー・マン(掃除機男)」として申し込む。彼はこの名に落胆するが、結局ステージに上がる。彼が歌っている相手はもはや元彼女ではなく"女"に向けられたものであった(『Gold 』)。
第二幕
バンドの練習中、ミュージシャンの1人が銀行員と喧嘩になる。彼はリハーサルをしている店を経営しているのにもかかわらず、資本主義に反対しているのである。"男"と"女"は町を見渡せる丘に逃げ、2人は短いが温かい時間を過ごす。"女"は"男"にチェコ語で愛していると伝えるが、彼が何と言ったのか尋ねると彼女は「雨が降りそう」と言ったのだと答える。"男"は自分が"女"に恋していることを確信し、もしニューヨークへ行ったとして彼女なしで生きていけるのか悩む(『Sleeping 』)。
翌日、バンドはメジャーなレコード会社のためのデモテープをレコーディングする(『When Your Mind's Made Up 』)。満足いく演奏ができ、休憩に入る。"女"は1人でピアノに残り、自身が作曲した"男"に対する深い想いを弾き語る(『The Hill 』)。これを聴いていた"男"は彼女の曲を賞賛する。お互いの想いに確信し、彼は自分とイヴァンカと共にニューヨークに来るよう提案する。"女"は彼が彼女の気持ちをわかっていないと怒る。驚いた"男"がなぜなのか尋ねると、"女"はイヴァンカの父親である夫が和解しようとしており、娘にとってどうすることが一番なのかを考えなくてはならないと答える(『It Cannot Be About That 』)。翌朝、バンドは丘に集まり、アルバムの成功を祈る(『Gold 』 (アカペラ))。"男"は"女"に彼にとってのダブリン最後の夜を共に過ごしてくれるよう頼む。彼女は成り行きの結果になるのは良くないアイデアだとして躊躇するが、最終的に"男"の部屋へ行くことを承諾する。
店で"男"は父親にデモテープを聴かせる。感動し、父親は"男"にニューヨークへの転居の餞別を渡す。その後"男"は"女"に励まされ、ニューヨークの元彼女に電話すると、元彼女は彼のニューヨーク到着を喜び、関係修復に望みがありそうである。数日後"女"の家に赤く輝くリボンのついたピアノが届く。それは"男"からの贈り物であった。彼女は涙を流し、その後このピアノを弾き語る。その頃"男"はニューヨークのアパートで同じ曲を弾いていた(『Falling Slowly 』 (リプライズ))。

## オリジナル・ブロードウエイ・キャスト
- スティーヴ・カジー – "男"、ギター
- クリスティン・ミリオティ – "女"、ピアノ
- エリザベス・A・デイヴィス – Réza、ヴァイオリン
- デイヴィッド・アベルズ – エイモン、ギター、ピアノ、ピアニカ、ハーモニカ
- ウィル・コノリー – Andrej, エレキギター、ウクレレ、タンバリン、カホン、ギター
- デヴィッド・パトリック・ケリー – 父親、マンドリン
- アン・L・ネイサン – Baruška、ピアノ、アコーディオン、コンサーティーナ、ピアニカ
- ルーカス・パペラス – Švec、バンジョー、ギター、マンドリン、ドラム
- リプリー・ソボ/マケイラ・ツウィグス(Wキャスト) – イヴァンカ
- アンディ・テイラー – 銀行支店長、ヴァイオリン、アコーディオン、チェロ、ギター、マンドリン
- エリカ・ウォルシュ – 元彼女、ヴァイオリン、マンドリン
- ポール・ホウィッティ – ビリー、ギター、ウクレレ、カホン、スネア・ドラム
- J・マイケル・ザイゴ – MC、ギター

### 著名な代役
- "男": アーサー・ダーヴィル
- "女": ジョアンナ・クリスティ

## 楽曲
特記のない場合全てグレン・ハンサードおよびマルケタ・イルグロヴァの作曲である。
| Act 1 - Leave – "男" - Falling Slowly – "男"、"女" - The North Strand – アンサンブル - The Moon – Andrej (as アンサンブル) - Ej, Pada, Pada, Rosicka – アンサンブル - If You Want Me – "男"、"女"、アンサンブル - Broken Hearted Hoover Fixer Sucker Guy – "男" - Say It to Me Now – "男" - Abandoned in Bandon – 銀行支店長 (マーティン・ロウ、アンディ・テイラー、エンダ・ウォルシュ作曲) - Gold – "男" & アンサンブル (ファーガス・オファレル作曲) | Act 2 - Sleeping – "男" - When Your Mind's Made Up – "男"、"女"、アンサンブル - The Hill – "女" - Gold (A Cappella) – カンパニー - It Cannot Be About That – アンサンブル - The Moon – カンパニー - Falling Slowly (リプライズ) – "男"、"女"、アンサンブル |

## 受賞歴

### オリジナル・ブロードウエイ公演
| 年   | 賞               | 部門                                     | 受賞者 | 結果       |
| ---- | ---------------- | ---------------------------------------- | --- | ---------- |
| 2012 | 第66回トニー賞   | ミュージカル作品賞                       | ミュージカル作品賞 | 受賞       |
| 2012 | 第66回トニー賞   | ミュージカル脚本賞                       | エンダ・ウォルシュ | 受賞       |
| 2012 | 第66回トニー賞   | ミュージカル主演男優賞                   | スティーヴ・カジー | 受賞       |
| 2012 | 第66回トニー賞   | ミュージカル主演女優賞                   | クリスティ・ミリオティ | ノミネート |
| 2012 | 第66回トニー賞   | ミュージカル助演女優賞                   | エリザベス・A・デイヴィス | ノミネート |
| 2012 | 第66回トニー賞   | ミュージカル演出賞                       | ジョン・ティファニー | 受賞       |
| 2012 | 第66回トニー賞   | 振付賞                                   | スティーヴン・ホジェット | ノミネート |
| 2012 | 第66回トニー賞   | 編曲賞                                   | マーティン・ロウ | 受賞       |
| 2012 | 第66回トニー賞   | 装置デザイン賞                           | ボブ・クロウリー | 受賞       |
| 2012 | 第66回トニー賞   | 照明デザイン賞                           | ナターシャ・カッツ | 受賞       |
| 2012 | 第66回トニー賞   | 音響デザイン賞                           | クリヴ・グッドウィン」 | 受賞       |
| 2012 | ドラマ・デスク賞 | ミュージカル作品賞                       | ミュージカル作品賞 | 受賞       |
| 2012 | ドラマ・デスク賞 | ミュージカル演出賞                       | ジョン・ティファニー | 受賞       |
| 2012 | ドラマ・デスク賞 | 音楽賞                                   | グレン・ハンサード、マルケタ・イルグロヴァ | ノミネート |
| 2012 | ドラマ・デスク賞 | 作詞賞                                   | グレン・ハンサード、マルケタ・イルグロヴァ | 受賞       |
| 2012 | ドラマ・デスク賞 | 音響デザイン賞                           | クリヴ・グッドウィン | ノミネート |
| 2012 | ドラマ・デスク賞 | 編曲賞                                   | マーティン・ロウ | 受賞       |
| 2013 | 第55回グラミー賞 | 最優秀ミュージカル・シアター・アルバム賞 | スティーヴ・カジー&クリスティン・ミリオティ、スティーヴン・エプスタイン&マーティン・ロウ、プロデューサー陣(グレン・ハンサード&マルケタ・イルグロヴァ(作詞作曲)) | 受賞       |

### ロンドン公演
| 年   | 賞                       | 部門               | 受賞者                                                                      | 結果       | 特記          |
| ---- | ------------------------ | ------------------ | --------------------------------------------------------------------------- | ---------- | ------------- |
| 2014 | Whatsonstage.com Awards  | 新作ミュージカル賞 | 新作ミュージカル賞                                                          | ノミネート | [ 22 ] [ 23 ] |
| 2014 | Whatsonstage.com Awards  | ミュージカル男優賞 | Declan Bennett                                                              | ノミネート | [ 22 ] [ 23 ] |
| 2014 | Whatsonstage.com Awards  | ミュージカル女優賞 | Zrinka Cvitešić                                                             | ノミネート | [ 22 ] [ 23 ] |
| 2014 | Whatsonstage.com Awards  | 演出賞             | ジョン・ティファニー                                                        | ノミネート | [ 22 ] [ 23 ] |
| 2014 | Whatsonstage.com Awards  | オリジナル楽曲賞   | グレン・ハンサード、マルケタ・イルグロヴァ                                  | 受賞       | [ 22 ] [ 23 ] |
| 2014 | ローレンス・オリヴィエ賞 | 新作ミュージカル賞 | 新作ミュージカル賞                                                          | ノミネート | [ 24 ] [ 25 ] |
| 2014 | ローレンス・オリヴィエ賞 | ミュージカル女優賞 | Zrinka Cvitešić                                                             | 受賞       | [ 24 ] [ 25 ] |
| 2014 | ローレンス・オリヴィエ賞 | 装置デザイン賞     | ボブ・クロウリー                                                            | ノミネート | [ 24 ] [ 25 ] |
| 2014 | ローレンス・オリヴィエ賞 | 振付賞             | スティーヴン・ホジェット                                                    | ノミネート | [ 24 ] [ 25 ] |
| 2014 | ローレンス・オリヴィエ賞 | 音響デザイン賞     | クリーヴ・グッドウィン                                                      | ノミネート | [ 24 ] [ 25 ] |
| 2014 | ローレンス・オリヴィエ賞 | 楽曲賞             | マーティン・ロウ、グレン・ハンサード&マルケタ・イルグロヴァ Markéta Irglová | 受賞       | [ 24 ] [ 25 ] |